# Styggmurarna
Styggmurarna este o arie protejată (arie specială de conservare — SAC, sit de importanță comunitară — SCI) din Suedia întinsă pe o suprafață de 132,2 ha, integral pe uscat.

## Localizare
Centrul sitului Styggmurarna este situat la coordonatele 60°33′11″N 17°16′06″E / 60.5531°N 17.2682°E.

## Înființare
Situl Styggmurarna a fost declarat sit de importanță comunitară în aprilie 2004 pentru a proteja 1 specie de plante. Situl a fost protejat și ca arie specială de conservare în martie 2011.

## Biodiversitate
Situată în ecoregiunea boreală, aria protejată conține 5 habitate naturale: Taiga vestică, Mlaștini împădurite, Păduri caducifoliate de mlaștină fino-scandinave, Mlaștini turboase de tranziție și turbării mișcătoare, Mlaștini alcaline.
La baza desemnării sitului se află o specie protejată de  plante: papucul doamnei (Cypripedium calceolus).